# 収益分析法
収益分析法（しゅうえきぶんせきほう）とは、不動産鑑定評価等において不動産の新規賃料を求める手法の一つである。本項目においては、基本的に不動産鑑定評価基準による。ここでは、次のとおり定義される。
一般の企業経営に基づく総収益を分析して対象不動産が一定期間に生み出すであろうと期待される純収益を求め、これに必要諸経費等を加算して賃料（収益賃料）を求める
企業の用に供されている不動産に帰属する純収益を適切に求め得る場合に有効である。
この定義からも、ホテル、店舗等の不動産に有効であり、賃貸用不動産に適用すると循環論に陥るため適用が困難となる。さらに、不動産に帰属する純収益を適切に求めることの難易度等からも一般的に説得力が劣るため、積算法、賃貸事例比較法に比べて重みは劣るものとされている。

## 収益純賃料
収益還元法に準じて、総収益から総費用を控除して求める。なお、経営等帰属の純収益を控除する等して補正するという考えもある。

### 総収益
売上高とされる。

### 総費用
売上原価、販売費及び一般管理費を合計して求める。